# المنتدى الرابع رفيع المستوى بشأن فعالية المعونة
المنتدى الرابع رفيع المستوى بشأن فعالية المعونة في بوسان المنتدى الرابع رفيع المستوى بشأن فعالية المعونة الذي تم افتتاحها بمركز مؤتمرات "BEXCO" في بوسان من يوم 29 نوفمبر إلى أول ديسمبر بعام 2011م. شارك فيه ممثلو القطاع الخاص، منظمات المجتمع المدني، أعضاء الكونغرس، ممثلو الحكومة وكبار الوزراء في العالم مع الدول النامية والدول المانحة. وشارك في هذا المؤتمر الأمين العام للأمم المتحدة بان كي مون، ووزيرة الخارجية الأمركية هلاري كلينتون، رئيس الوزراء البريطاني السابق توني بلير، الأمين العالم بمنظمة التعاون والتنمية أنجيل جوريا، رئيس رواندا بول كاغامي، جلالة الملكة رانيا العبد الله، رئيس الوزراء الإثيوبي ملس زيناوي، نائب الرئيس بوروندي جاربي روبيريكي ونائب الرئيس جزر القمر محمد علي وغيرهم ممثلي الحكومة من 160 دولة مثل ممثلي المنظمات الدولية، البرلمان، المنظمات الخاصة والأكاديمية حوالي 3,500 مشارك.

## مخرجات المنتدى
وفي هذا المؤتمر تحقق إعلان باريس ومناقشة عن تحسينات حول فعالية المساعدات، وتبنوا فيه بيان بوسان بتأسس قرار المناقسة خلال ثلاثة أيام الذي هو نتيجة المنتدى حول فعالية المساعدات الدولية. وبيان بوسان الذي أعلنا وزير الخارجية الكورية كيم سونغ هوان مع أنجيل جوريا، يشمل تشكيل مشاركة جديدة من أجل تعاون تنموي فعال الذي يشجع البلدان المانحة والمتلقية للمساعدات معا لتأسيس إطار مراقبة جديد لرصد جهود المساعدات الدولية.
المبادئ المشتركة؛ لإداء أهداف المشتركة:
- مسؤولية شعور الملكية على بلدان النامية حول تحديات النامية الأولية
- تركيز عن النتائج
- شراكات التنمية الشاملة
- توفير الشفافية والمساءلة

وأربع إجراءات لإداء هذه المبادئ المشتركة:
- توسيع نطاق العمليات لملكية الديمقراطية عن سياسات وعمليات التنمية
- تعزيز جهود لتحقيق جهود ملموسة ومستدامة
- توسيع دعم التعاون الثلاثي والجنوب-الجنوب والتعاون شاركة أفقية بمناسبة أوضاع البلدان
- تمويل التنمية في البلدان النامية وتوسيع مجال النشاط ودعم أنشطة التعاون الإنمائي

وفي نفس الوقت، ممثلو منظمات الدولية وافقوا بعد اختتام المنتدى الرفيع المستوى حول فعالية المعونة على إطلاق الحكم الذي ركزت على فعالية التنمية وسيتم افتتاح مؤتمر «شراكة العالمية» وزاري في شهر يونيو القادم.